# Meiothecium papuanum
Meiothecium papuanum är en bladmossart som beskrevs av Brotherus 1908. Meiothecium papuanum ingår i släktet Meiothecium och familjen Sematophyllaceae. Inga underarter finns listade i Catalogue of Life.